# Stéphane Dumont
Pour les articles homonymes, voir Dumont.
Stéphane Dumont est un footballeur français né le 6 septembre 1982 à Seclin qui évoluait au poste de milieu de terrain et devenu entraîneur.

## Biographie
Stéphane connaît une grave blessure au genou le 2 juillet 2005 lors du premier match amical de préparation à Thonon-les-Bains face aux Suisses du FC Aarau, blessure qui le tient éloigné des terrains durant quasiment toute la saison.
La saison 2006-2007 est tout aussi éprouvante pour Stéphane : dès le stage d'avant saison, certains exercices lui sont interdits, ainsi estime-t-il n'avoir suivi que 50 % de la préparation d'avant saison. 
Durant le championnat, il connaît de nouvelles douleurs au genou. Celles-ci l'éloignent une nouvelle fois des terrains. Il connaît même un séjour en rééducation à Saint-Raphaël en novembre 2006.
Après un bon début de saison 2007-2008, il est peu à peu relégué sur le banc face à la concurrence forte à son poste,  et le milieu à trois qui se met en place après la trêve, constitué par Rio Mavuba, Yohan Cabaye et Jean II Makoun. Malgré le départ de ce dernier, Dumont ne parvient pas à se faire une place car l'arrivée de Florent Balmont le propulse une fois de plus sur le banc. 
Après la saison 2010-2011, Dumont s'engage pour trois saisons avec l'AS Monaco, reléguée en Ligue 2, où son expérience devait lui permettre de se faire une place dans l'entrejeu monégasque. Malheureusement, sa condition physique et ses performances en demi-teinte lui font perdre sa place tôt dans la saison et il ne jouera finalement que 14 matchs lors de la saison 2011-2012.
À l'intersaison  l'AS Monaco change d'entraîneur avec le remplacement de Marco Simone par Claudio Ranieri. Dumont commence la saison comme titulaire mais en septembre 2012, il se blesse au genou et doit subir une arthroscopie à la mi-octobre. L'opération se déroule normalement mais des douleurs récurrentes l'empêchent de reprendre la compétition.
Ne rentrant plus dans les plans du club, il trouve un accord pour résilier son contrat à l'amiable le 15 juillet 2013. Cette résiliation marque la fin de sa carrière de footballeur professionnel et le début d'une nouvelle carrière d’entraîneur au sein de son club de toujours, le LOSC. 
Lors de l'été 2017, il rejoint le stade de Reims pour y être le premier adjoint de David Guion. Il prolonge son bail de deux saisons le 30 mai 2020. Ce même mois, il obtient son Brevet d'Entraîneurs Professionnel de football (BEPF) après un an de formation menée par Franck Thivillier, Francis Gillot et Lionel Rouxel.
Le 27 mai 2021, il devient le nouvel entraîneur de l'EA Guingamp pour les deux prochaines saisons plus une option en cas de montée en Ligue 1. Après trois saisons à la tête de l’équipe professionnelle, le club et lui ont décidé de ne pas donner de suite à leur collaboration.
Le 12 août 2024, il est nommé entraîneur de l'équipe professionnelle de l'ESTAC Troyes en Ligue 2 BKT en remplacement de David Guion.

## Statistiques
| Saison                | Club                  | Championnat           | Championnat | Championnat | Coupe nationale | Coupe nationale | Coupe de la Ligue | Coupe de la Ligue | Compétition(s) continentale(s) | Compétition(s) continentale(s) | Compétition(s) continentale(s) | Total | Total |
| Saison                | Club                  | Division              | M.          | B.          | M.              | B.              | M.                | B.                | Comp.                          | M.                             | B.                             | M.    | B.    |
| 2003-2004             | Lille OSC             | Ligue 1               | 6           | 0           | -               | -               | -                 | -                 | -                              | -                              | -                              | 6     | 0     |
| 2004-2005             | Lille OSC             | Ligue 1               | 32          | 3           | 3               | 0               | 1                 | 1                 | CI+C3                          | 4+8                            | 0                              | 48    | 4     |
| 2005-2006             | Lille OSC             | Ligue 1               | 9           | 1           | 1               | 0               | 1                 | 0                 | C1+C3                          | 2+2                            | 0                              | 15    | 1     |
| 2006-2007             | Lille OSC             | Ligue 1               | 19          | 2           | 2               | 0               | 1                 | 0                 | C1                             | 2                              | 0                              | 24    | 2     |
| 2007-2008             | Lille OSC             | Ligue 1               | 21          | 1           | 2               | 1               | -                 | -                 | -                              | -                              | -                              | 23    | 2     |
| 2008-2009             | Lille OSC             | Ligue 1               | 16          | 1           | 3               | 0               | -                 | -                 | -                              | -                              | -                              | 19    | 1     |
| 2009-2010             | Lille OSC             | Ligue 1               | 23          | 1           | 1               | 0               | -                 | -                 | C3                             | 10                             | 2                              | 34    | 3     |
| 2010-2011             | Lille OSC             | Ligue 1               | 12          | 0           | 2               | 0               | 2                 | 0                 | C3                             | 6                              | 0                              | 22    | 0     |
| Sous-total            | Sous-total            | Sous-total            | 138         | 9           | 14              | 1               | 5                 | 1                 | -                              | 34                             | 2                              | 191   | 13    |
| 2011-2012             | AS Monaco             | Ligue 2               | 12          | 0           | 1               | 0               | 1                 | 0                 | -                              | -                              | -                              | 14    | 0     |
| 2012-2013             | AS Monaco             | Ligue 2               | 6           | 0           | -               | -               | 1                 | 0                 | -                              | -                              | -                              | 7     | 0     |
| Sous-total            | Sous-total            | Sous-total            | 18          | 0           | 1               | 0               | 2                 | 0                 | -                              | -                              | -                              | 21    | 0     |
| Total sur la carrière | Total sur la carrière | Total sur la carrière | 156         | 9           | 15              | 1               | 7                 | 1                 | -                              | 34                             | 2                              | 212   | 13    |

## Palmarès

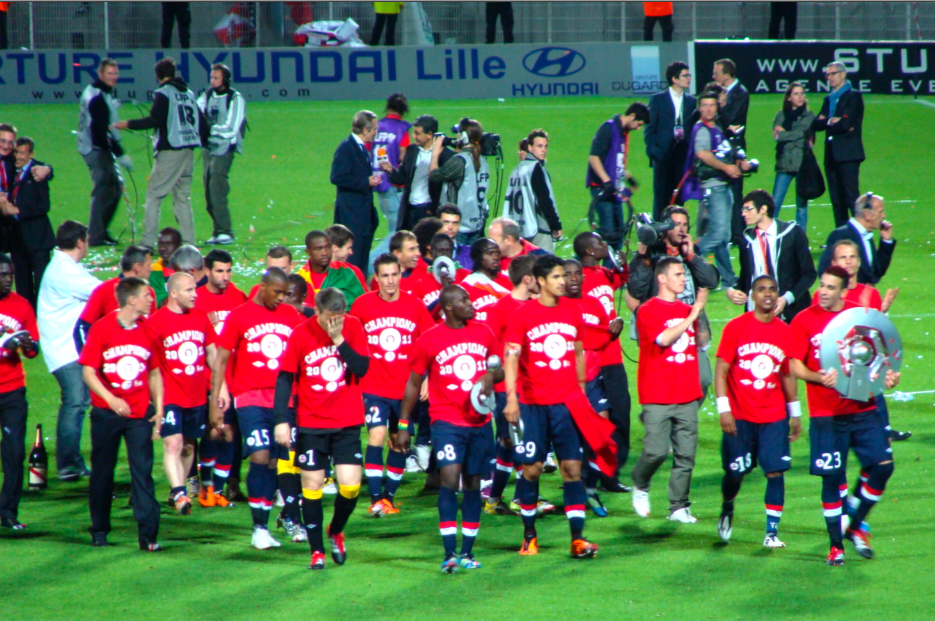
Dumont (tout à gauche, en pantalon noir), est champion de France avec Lille en 2011.

| - Lille OSC - Coupe Intertoto - Vainqueur : 2004 - Championnat de France - Vainqueur : 2011 - Coupe de France - Vainqueur : 2011 |  | - AS Monaco - Championnat de France de Ligue 2 - Vainqueur : 2013 |